# Носова, Мария Алексеевна
Мария Алексеевна Носова (31 декабря 1918 — 2002) — советский работник образования, Герой Социалистического Труда.

## Биография
Родилась 31 декабря 1918 года в селе Красный Яр Змеиногорского уезда Алтайской губернии (ныне — Бородулихинский район Восточно-Казахстанской области Республики Казахстан).
Окончив в 1935 году Семипалатинский педагогический техникум (ныне Педагогический колледж им. М. О. Ауэзова Архивная копия от 10 августа 2020 на Wayback Machine, город Семей), Мария пришла на работу в школу. Для продолжения своего образования в 1939 году поступила в Ленинградский педагогический институт имени М. Н. Покровского и одновременно работала в средней школе.
В 1941 году возвратилась в Восточно-Казахстанскую область, работала преподавателем русского языка и завучем в средних школах сел Шемонаиха, Таврия, Предгорное, Верх-Уба. В 1949 году заочно окончила Алма-Атинский педагогический институт имени Абая. В течение 15 лет Мария Алексеевна бессменно проработала заведующей учебной частью школы № 11 города Усть-Каменогорска — административного центра Восточно-Казахстанской области Казахской ССР.
Указом Президиума Верховного Совета СССР от 1 июля 1968 года за большие заслуги в деле обучения и коммунистического воспитания учащихся Носовой Марии Алексеевне было присвоено звание Героя Социалистического Труда с вручением ордена Ленина и золотой медали «Серп и Молот» (в числе семидесяти лучших педагогов страны).
В этом же году она была делегатом Всесоюзного съезда учителей.
М. А. Носова работала в школе до выхода на пенсию. На пенсии проживала в Усть-Каменогорске.
Умерла в 2002 году.

## Заслуги
- В 1963 году Носовой присвоили почётное звание «Отличника народного просвещения», в 1967 году — звание «Заслуженный учитель Казахской ССР».
- Была награждена медалями.